# Subria amazonica
Subria amazonica är en insektsart som beskrevs av Ludwig Redtenbacher 1891. Subria amazonica ingår i släktet Subria och familjen vårtbitare. Inga underarter finns listade i Catalogue of Life.